# Postmodernisme
Postmodernisme is de overkoepelende naam voor een cultuurstroming die een reeks van filosofische standpunten en esthetische stijlen in de kunst sinds eind jaren 1950 betreft. In de filosofie ligt daaraan ten grondslag het geloof dat alle menselijke kennis limieten kent en cultureel bepaald is, zodat er geen meta-standpunt bestaat dat zonder filter toegang tot de zuivere waarheid biedt. In de kunsten gaat het om een principieel eclectische stroming die het onderscheid tussen lage en hoge cultuurproductie veronachtzaamt en zich bedient van ironische of anarchistische combinaties van elementen uit verschillende stijlperioden, stromingen, genres, media en technieken die voorheen onverenigbaar werden geacht.
Postmodernisme wordt gezien als een reactie op het modernisme, als een voortzetting in radicaliserende zin van het modernisme, en ook als een combinatie van beide, want het gaat zowel om een fase van de modernistische rebellie tegen traditionalisme als om een fragmentarische opvolger daarvan met een nieuwe boodschap. Chronologisch gezien sluit de postmoderne wereldbeschouwing niet aan op het modernisme, maar volgt op het existentialisme en absurdisme.
Postmoderne kunst- en literaire werken kenmerken zich door de veelal ironische combinatie. Onder invloedrijke postmoderne denkers worden vaak de volgende filosofen geschaard: Jean Baudrillard, Jacques Derrida, Michel Foucault, Gilles Deleuze, Julia Kristeva, Jean-François Lyotard en Richard Rorty.

## Kenmerken
Kenmerkend voor het postmodernisme is de radicale ontologische en epistemologische twijfel aan, ten eerste, waarheid zoals die geclaimd wordt door zichzelf legitimerende systemen, en ten tweede, – romantische – authenticiteit. Het gaat om ongeloof aan en wantrouwen tegen de grote verhalen die waarheid claimen, zoals gebeurt in religie, politiek, wetenschap en kunst. In de beeldende kunst resulteert die twijfel vaak in eclecticisme met een flinke dosis ironie. Op filosofisch vlak houden zij die tot de postmodernen worden gerekend zich, meer nog dan hun voorgangers, bezig met taalkritiek. Zij zijn hiertoe voornamelijk door Lyotard geïnspireerd. Het model waarin taal een afspiegeling zou zijn van de werkelijkheid wordt daarin nadrukkelijk verlaten. Men proclameert het einde van de 'grote verhalen' (vooruitgang door techniek, marxisme, christendom).
Postmodernisten uit alle kunstdisciplines mengen oude en nieuwe vormen, en combineren elementen uit de elitecultuur en de populaire cultuur. Anders dan de modernisten staan zij niet afwijzend tegenover de commercie en het materialisme van de eigentijdse cultuur, maar omarmen die juist en passen die in op nieuwe, vaak humoristische, manieren. Zo werd herhaling uit de commerciële wereld van verpakking en advertentie aangewend als artistieke techniek: Andy Warhol maakte seriegewijze afbeeldingen van objecten als Coca Cola-flesjes en van Marilyn Monroe.

## Geschiedenis
De term 'postmodernisme' werd volgens Kevin O'Donnell voor het eerst gebruikt door kunstenaars aan het einde van de negentiende en het begin van de twintigste eeuw en werd snel overgenomen in andere disciplines. Volgens Van Dale Groot woordenboek van de Nederlandse taal introduceerde de Duitse filosoof Rudolf Pannwitz de term in 1917. Literatuurwetenschappers Hans Bertens en Theo D'haen schrijven dat de term in 1934 voor het eerst op literatuur werd toegepast, namelijk door de Spaanse criticus Federico de Onis, en in de Tweede Wereldoorlog naar de VS overwaaide. De manier waarop de term werd gebruikt had echter nog niets van doen met de concepten die tegenwoordig met postmodernisme worden geassocieerd. Dat werd pas na de oorlog het geval, toen in 1946 de criticus Randall Jarrell het woord gebruikte in een recensie van de dichtbundel Lord Weary's castle van Robert Lowell. In 1950 bediende de dichter Charles Olson zich ervan om zijn eigen poëzie te kenschetsen. Daarna raakte de term geleidelijk ingeburgerd.
Meer dan een chronologische stroming is postmodernisme volgens O'Donnell een blikrichting die in verschillende tijdperken voorkomt. Zo is modernisme een fusie van uiteenlopende krachten, waarbij vertrouwen in wetenschap en technologie, gestimuleerd door een stroom van nieuwe uitvindingen, samenviel met het afsterven van datzelfde vertrouwen door de Eerste Wereldoorlog en rampen als die met de Titanic die de technologische ontwikkelingen als staaltjes van hoogmoed leken te ontmaskeren. De meer radicale uitingsvormen van dit verdwenen vertrouwen en protesten tegen het optimisme van de moderniteit verschillen volgens Jürgen Habermas niet van postmodern denken.
Sinds de jaren zestig is het postmodernisme de dominante stroming in de architectuur, literatuur, poëzie en kunst in zijn algemeenheid. Kunststromingen komen in golven; de romantiek maakte bijvoorbeeld plaats voor het modernisme. Dat werd opgevolgd door het existentialisme, dat op zijn beurt weer werd opgevolgd door het postmodernisme. Het probleem met de term postmodernisme is dat theoretisch alles, elke vorm van kunst die na het modernisme kwam, postmodern is.

## Postmodernisme versus modernisme
De contouren van het postmodernisme komen tegenover het modernisme uit de verf. Waar in het modernisme het verval van culturele eenheid en de oude op de rede gebaseerde orde betreurd werd, daar viert het postmodernisme juist de uit dit verval voortkomende diversiteit en het gebrek van een centrum, in de woorden van socioloog en auteur Todd Gitlin (1943): 'Het modernisme scheurde de eenheid aan flarden en het postmodernisme geniet van de flarden.'
- Modernisten gaan ervan uit dat er een goed fundament is om kennis op de stand van de (toen) geldende wetenschappen te baseren. De wetenschappelijke methode werkt dan ook goed. Daarnaast worden in alle redelijkheid argumenten uitgewisseld tussen mensen en partijen, waardoor er steeds meer consensus tot stand komt over de gewenste ontwikkelingen.

Het postmodernisme gaat daarentegen uit van een gebrekkige fundering van kennis. Er is geen geprivilegieerde methode om toegang tot de werkelijkheid te krijgen. Het menselijk subject is niet autonoom, maar wordt mede bepaald door het onderbewuste, emoties, anderen en taal. Dit noemen postmodernen de 'decentrering van het subject'. Dit brengt met zich mee dat de mens mede irrationeel is. Het gesprek tussen mensen wordt verstoord doordat men gebonden is aan het gebrekkige instrument taal. Omdat het fundament, het middel (de taal) en de rede daartoe ontbreken, kan men niet tot consensus komen, en heerst er een onophefbare pluraliteit van denken.
- Volgens het modernisme leiden kennis en argumentaties uiteindelijk tot universele principes en theorieën. De mensheid komt steeds nader tot de waarheid, en is het in redelijke mate eens over hoe kennis moet worden ingezet om tot maatschappelijke verbeteringen te komen. De maatschappelijke ontwikkeling wordt gezien als een doelgericht proces.

Volgens postmodernisten bestaat kennis echter vooral uit gedachteconstructies, 'Waarheid' als zodanig bestaat dan ook niet. Omdat ook normen worden geproblematiseerd en zeer divers blijken te zijn, is het bovendien niet meer zo duidelijk ten behoeve waarvan kennis moet worden ingezet. Met de op consensus gebaseerde 'grote verhalen' vervallen ook de universele doelen. Dit leidt tot waardenpluralisme en –relativisme.
- Volgens het modernisme kunnen de gestelde doelen in de praktijk ook worden bereikt. De mens is het subject dat op een rationele wijze richting geeft aan de gewenste maatschappelijke ontwikkeling. Het analyseren en beheersbaar maken van natuurlijke en sociale levensomstandigheden leidt uiteindelijk tot emancipatie en technologische en economische vooruitgang.

Het postmodernisme relativeert de mogelijkheid om middels ingrepen doelen te bereiken. Gezien de complexe realiteit zijn er problemen met de middelen, zoals planning en controle. Dit beperkt de mogelijkheden tot maakbaarheid. Er kan dan ook niet veel richting worden gegeven aan de maatschappelijke ontwikkeling en de mogelijkheden voor "vooruitgang" zijn beperkt. Dit mede door grotere bewustwording van de relativiteit van vooruitgang. Om wiens vooruitgang gaat het? Wat zijn de veronderstellingen die aan vooruitgang ten grondslag liggen? Globalisering en informatiseringprocessen in de samenleving stimuleren een reflexieve en contingente benadering in een gepercipieerde werkelijkheid.

## Postmoderne uitingen in verschillende disciplines

### Filosofie
Opmerkelijk veel belangrijke postmoderne denkers zijn Frans. De verklaring hiervoor, aldus O'Donnell, is gedeeltelijk dat de wegen van de Angelsaksische en de continentale filosofie zich hebben gescheiden, waarbij de Engelstaligen zich hebben toegelegd op analytische logica. Tegenover de diepgewortelde sociale normen van de Angelsaksische landen stelt Frankrijk zijn traditie van intellectuele buitenstaanders, terwijl O'Donnell ook nog wijst op de mogelijke invloed van het katholicisme, dat in een grotere ontvankelijkheid voor mystieke zaken zou hebben geresulteerd. Een aanzienlijk aantal van de Franse denkers zijn bovendien Joods of afkomstig uit het Oosten, zodat een traditie van spiritualiteit en buitenstaanderschap kenmerkend voor de postmoderne filosofie is.
Niet alle denkers die als postmodernisten worden gezien associëren zich daadwerkelijk met de stroming. Sommigen noemen zich liever poststructuralist, anderen wijzen elk etiket af. O'Donnell ziet de volgende namen als de belangrijkste: Roland Barthes, Jean Baudrillard, Gilles Deleuze, Jacques Derrida, Michel Foucault, Luce Irigaray, Julia Kristeva, Jacques Lacan, Emmanuel Levinas, en Jean-François Lyotard.

### Beeldende kunst

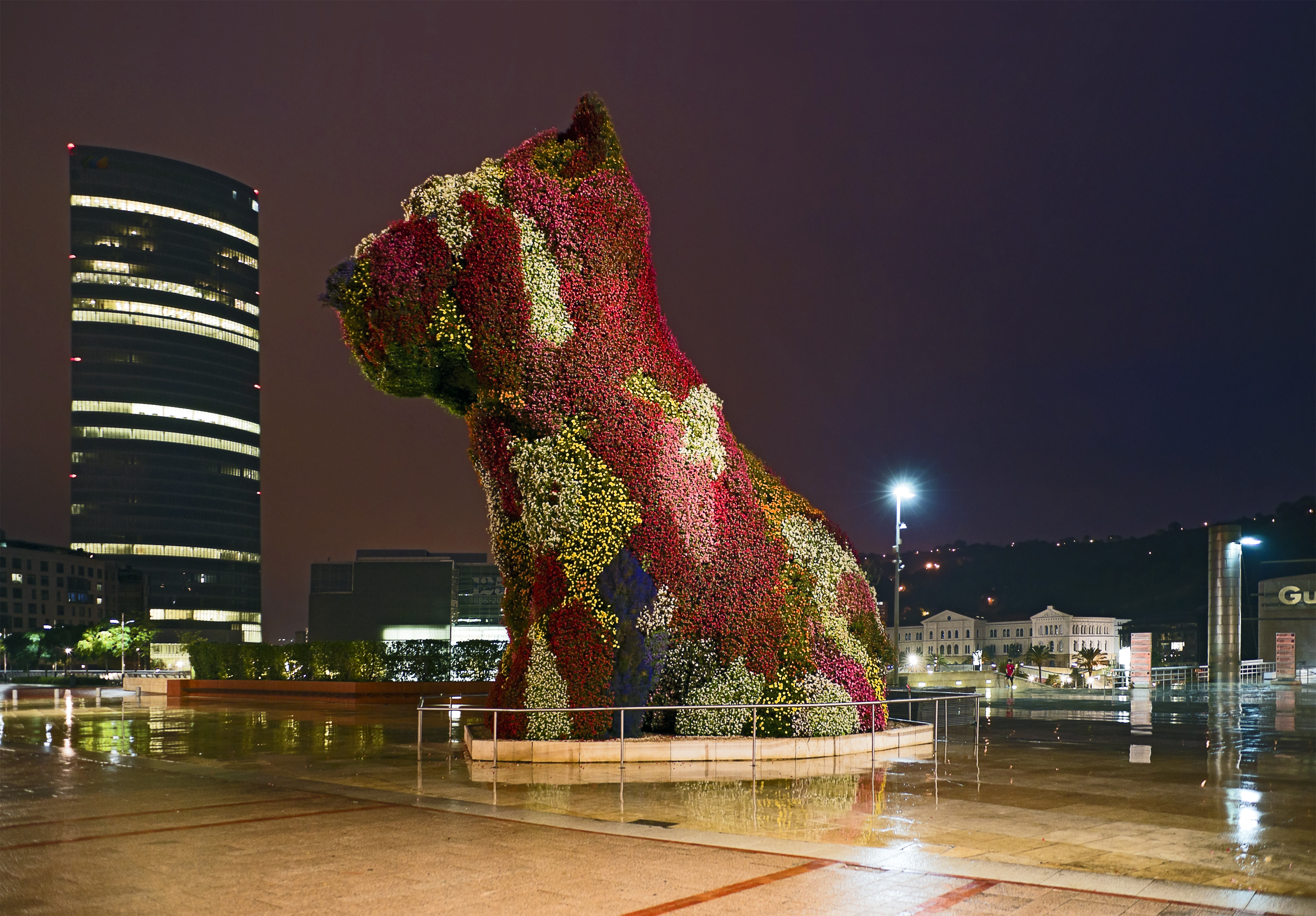
Puppy van Jeff Koons

Kenmerken van het postmodernisme in de beeldende kunst – alhoewel ook hier de term zeer problematisch is en moeilijk af te lijnen (zowel qua periode als qua vorm- en inhoudskenmerken) – zijn: eclecticisme, kritiek op instituten, deconstructie, relativisme en massamedia.
Enkele voorbeelden van postmoderne werken zijn:
- Marilyn-diptiek, 1962 van Andy Warhol
- Brillo, 1964 van Andy Warhol
- Reservoir met de ballen in totaal evenwicht, 1985 van Jeff Koons
- Vest met aqualung, 1985 van Jeff Koons
- U rijdt een volvo, 1996 van Julian Opie
- Interieur met waterlelies, 1991 van Roy Lichtenstein

Een museum met postmoderne werken is o.a. het Tate Modern in Londen.

### Architectuur

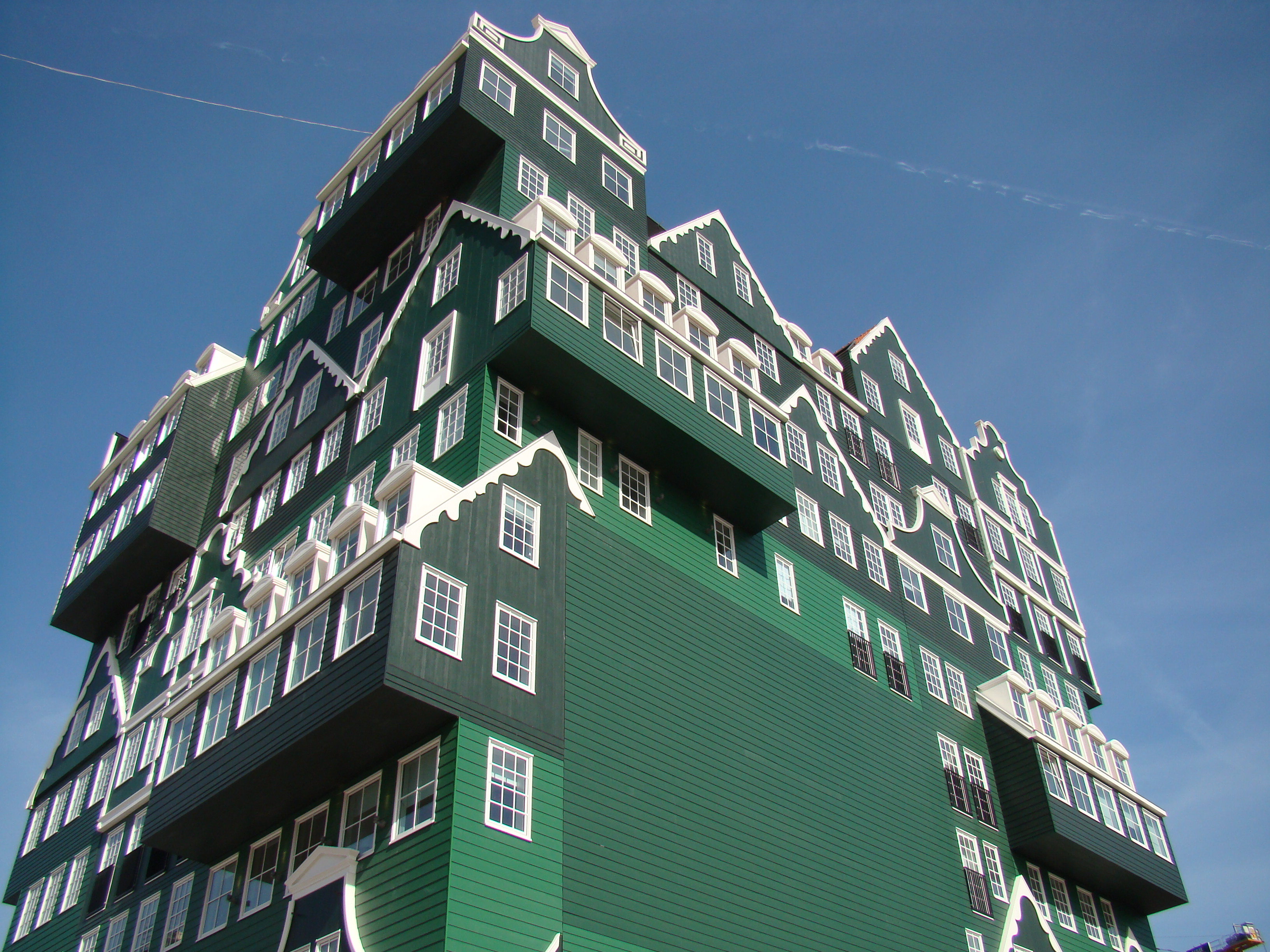
Het Inntel Hotel Zaandam (voltooid in 2010) heeft een postmoderne architectuur die verwijst naar de huisjes van de Zaanse Schans

In 1975 publiceerde architect Charles Jencks zijn boek The Language of Post-Modern Architecture, waarin hij een sleutelelement van de postmoderne toestand definieerde: de herneming van modernistische simplificatie, minimalisme en universaliserende stijlen, maar nu met meer decoratie. Verschillende stijlen en perioden werden opzettelijk, zelfs ironisch, met elkaar gecombineerd. Niet langer hechtten architecten aan één dominerende stijl, maar zagen in plaats daarvan alle eerdere stijlen als mogelijkheden.

### Religie
In het postmoderne tijdperk komen oosterse religies in het Westen, en het westerse christendom komt in Azië en Afrika. Koreaanse kerken hebben bijvoorbeeld westerse theologieën opgenomen, en de welvaarts-theologie vindt men van Oeganda tot Amerika.
De 'veroostelijking' van religie is een kenmerk van het postmodernisme. Het christendom in het westen neemt oosterse ideeën op; dit is bijvoorbeeld te zien aan de werken van Thomas Merton en Paul Tillich. Hetzelfde geldt voor het jodendom met de werken van Zalman Schecher-Shalomi.
Religies worden hybride. Er is veel vermenging, zowel formeel (Nieuwe Religieuze Beweging) als informeel, d.w.z. op individueel niveau. Flexibel gelovig zijn is nu mogelijk; je kunt bijvoorbeeld een jood en een boeddhist zijn - een JoBo.
Postmoderne religie wordt gekarakteriseerd doordat het zich afwendt van officiële leerstellingen. Door de Holocaust ervaring vond in het jodendom nieuw onderzoek plaats naar het bestaan van God. De belangrijkste leerstellingen over het lijden worden in het boeddhisme opnieuw overwogen. Aan wonderen in het christendom wordt getwijfeld.
De opkomst van spiritualiteit en de waardering van leven en natuur als heilig zijn ook kenmerken van het postmoderne religieuze gedachtegoed. Veel mensen vinden het fijn om te experimenteren met spiritualiteit zonder zich te binden aan een religie. Er kan een nieuwe persoonlijke identiteit worden opgebouwd zonder dat men deel uitmaakt van een formele religie. De milieubeweging en het feminisme worden gespiritualiseerd; Gaia is een vrouwelijke representatie van de aarde.
Religie is een product. Consumentisme, de macht van de media en marktideologie hebben vele zaken in de wereld gereduceerd tot producten. Men kan 'winkelen voor een religie'; de rituelen, het religieuze materiaal en de ervaringen van een religie kunnen worden gekocht en verkocht.

## Critici
Vanuit diverse wetenschappelijke, culturele en sociale disciplines is kritiek uitgeoefend op het postmodernisme.
In 1996 slaagde de Amerikaanse natuurkundeprofessor Alan Sokal erin door de redactie van het tijdschrift Social Text een artikel geaccepteerd en gepubliceerd te krijgen dat hij opzettelijk zo nietszeggend mogelijk had geschreven, met veel onzinnig jargon en citaten van prominente denkers. Deze Sokal-affaire had tot doel aan te tonen dat die denkers allerlei wetenschappelijke termen hanteren zonder enig benul van wat ze betekenen, om zo een hoop gebakken lucht te produceren.
De marxistische cultuurcriticus Fredric Jameson doet het postmodernisme in zijn boek Postmodernism, or the Cultural Logic of Late Capitalism af als een kortstondige mode die weliswaar op zijn plaats is aan het einde van de twintigste en het begin van de eenentwintigste eeuw, maar die weer door nieuwe gedachtepatronen zal worden opgevolgd. Hij traceert de veranderingen in het denken vanaf 1848 en komt tot de slotsom dat er na de Tweede Wereldoorlog gewoon meer technologie en internationale communicatie bestaat om kapitalisme over de wereld te verspreiden. De botsing van stijlen die het postmodernisme vormt is voor Jameson gewoon een manifestatie van deze consumentenwaanzin.
Specifiek tegen Derrida en deconstructie keerde de Amerikaanse germanist John M. Ellis zich met zijn boek Against Deconstruction uit 1989. Volgens Ellis onttrekken de deconstructionisten zich aan de rationele, op logica gestoelde wijze van discussiëren die aan universiteiten de norm behoort te zijn door zich te bedienen van opzettelijk obscuur taalgebruik, waardoor ze elke vorm van kritiek kunnen pareren door tegen te werpen dat men hen niet goed begrepen heeft. Daarnaast tracht men tegenstanders te intimideren.